# Daheim in den Bergen
Daheim in den Bergen ist eine Heimatfilmreihe der ARD, die die Geschichte der zwei ehemals befreundeten Familien Leitner und Huber erzählt. Die Filmreihe wurde von Mai 2018 bis Mai 2024 im Rahmen der Reihe Endlich Freitag im Ersten ausgestrahlt. Das Titellied war ab der 5. Folge Irgendwas von Yvonne Catterfeld und Bengio. Die Hauptrollen wurden mit Catherine Bode, Theresa Scholze, Thomas Unger und Matthi Faust bzw. Florian Panzner besetzt.
Im April 2024 wurde bekannt, dass die Serie nach Ausstrahlung der elften und zwölften Folge eingestellt wird.

## Inhalt
Die Familien Huber und Leitner waren einst eng befreundet. Ein tragischer Unglücksfall ließ die Freundschaft zerbrechen. Huber und Leitner hatten zusammen einen schönen Abend verbracht. Da es schon spät war, bot Leitner Huber an, bei ihm zu übernachten, was dieser jedoch ablehnte, da er anderentags schon früh aufstehen musste. In der Dunkelheit, und da das Kind sich im toten Winkel befand, konnte Huber Leitners jüngsten Sohn, den kleinen Peter, der aufgewacht war und sein Lieblingspony im Stall besucht hatte, nicht sehen und das furchtbare Unglück nahm seinen Lauf. Peter starb kurz darauf in den Armen seines Vaters. Zwanzig Jahre sind seitdem vergangen, ohne dass Sebastian Leitner und Lorenz Hubert je wieder ein Wort miteinander gewechselt haben. Worte für das zu finden, was seitdem zwischen ihnen steht, ist für beide fast unmöglich.
Eine vorsichtige Annäherung findet erstmals wieder statt, als Sebastian auf dem Huber-Hof erscheint, um den Hubers zu versichern, dass das Wegerecht zur Alp, das durch einen geführten Prozess in Gefahr geraten war, weiter Bestand habe. Später spielen beide im Schachclub, in dem sie Mitglieder sind, erstmals wieder eine Partie gemeinsam, wenn auch wortlos. Nach einiger Zeit sitzen beide wortlos zusammen auf einer Bank am Grab von Peter. Dann erfolgt erstmals wieder eine Einladung für Lorenz auf den Leitnerhof. Zum Abschied meint Sebastian Leitner zu Lorenz, dass er niemals mit ihm über Peter sprechen werde und über den Brief, den er Lorenz dabei in die Hand drückt, ebenfalls nicht. Der Brief enthält 100.000 €, wie Lorenz später feststellt.
Nachdem Sebastian Leitner und Lorenz Huber ihre alte Freundschaft wieder aufgenommen haben, wollen sie zusammen nach Kanada fliegen, ein alter Traum beider. Auf der Fahrt zum Flughafen verunglücken die beiden Männer tödlich, sie sind mit ihrem Wagen eine Klamm hinuntergestürzt, jede Hilfe kommt zu spät. Zeitgleich werden Marie Huber und Georg Leitner Eltern von Tochter Fritzi. Auf der Beerdigung treffen die Leitner-Brüder nach vielen Jahren wieder auf ihre Mutter Henriette und deren Begleitung Karl Leitner, welcher sich als Florians leiblicher Vater entpuppt. Dieser ist von der Nachricht niedergeschmettert und sucht Abstand. Letztlich geht auch seine Ehe mit Karin in die Brüche, jedoch findet Florian zu seiner alten Jugendliebe Lisa Huber zurück. Sie wird schwanger, verliert das Kind aber wenig später und ist aus der Bahn geworfen. Marie Huber hingegen erkrankt an Multiple Sklerose und kann durch die Schübe die Huber-Alpe nicht mehr so bewirtschaften, wie zuvor. Georg unterstützt sie tatkräftig und holt sie zu sich zum Leitnerhof herunter. Weil Marie an der Alpe hängt, ist sie froh, dass Mila Leitner ihr auf der Huber-Alpe zur Hand geht und die Stellung hält, wenn sie einmal nicht kann. Maries und Georgs gemeinsame Tochter Fritzi geht indes in den Kindergarten und wächst auf dem Leitnerhof auf.
Als Lisa Huber einen Autounfall mit einer zunächst für sie fremden Person verursacht, ahnt sie nicht, dass sie alsbald ihr Leben wieder neu sortiert. Die Unfallgegnerin ist Margot Walser, die ins Allgäu gereist ist, um das Erbe ihres verstorbenen Vaters, das Hotel Walser, anzutreten. Lisa Huber handelt mit ihr einen Pachtvertrag aus und ist fortan Pächterin des Hotels. Unterstützung erhält sie vom Ruhrgebietskoch Rüdiger, der jungen Kellnerin Sofie Dalgow und von ihrem Lebensgefährten Florian, der sich zwischenzeitlich für den familiären Leitnerhof entscheidet, aber letztlich bei Lisa im Hotel bleibt. Der Pachtvertrag gerät ins Wanken, als Margot Walser das Walser verkaufen muss, weil sie ihr gesamtes Vermögen verspielt hat. Sören Hartmann kauft das Hotel, beginnt aber eine kurzes sexuelles Verhältnis mit Lisa, die daraufhin kündigen will. Sören überlässt ihr das Hotel unter der Bedingung, ihm das zahlen, was ihm Margot Walser gezahlt hat und er verschwinde danach auch aus dem Allgäu. Sie willigt ein und Florian Leitner kehrt wieder in das Geschäft ein.

## Besetzung
Sortiert nach der Reihenfolge des Einstiegs.
| Schauspieler             | Rollenname             | Bemerkungen | Folgen        | Jahr(e)         |
| ------------------------ | ---------------------- | --- | ------------- | --------------- |
| Walter Sittler           | Sebastian Leitner      | Bauer vom Leitnerhof; Vater von Georg Leitner, stirbt bei einem Verkehrsunfall mit Lorenz Huber                                     | 1–4           | 2018–2020       |
| Max Herbrechter          | Lorenz Huber           | Bauer der Huber-Alpe; Vater von Lisa und Marie Huber, stirbt bei einem Verkehrsunfall mit Sebastian Leitner                         | 1–4           | 2018–2020       |
| Catherine Bode           | Marie Huber            | Bäuerin der Huber-Alpe; Tochter von Lorenz Huber, Schwester von Lisa Huber, Mutter von Fritzi Huber, erkrankt an Multipler Sklerose | 1–12          | 2018–2024       |
| Theresa Scholze          | Lisa Huber             | Pächterin vom Hotel Walser, zuvor Anwältin; Tochter von Lorenz Huber, Schwester von Marie Huber                                     | 1–12          | 2018–2024       |
| Thomas Unger             | Georg Leitner          | Bauer vom Leitnerhof; Sohn von Sebastian Leitner, Halbbruder von Florian Leitner, Vater von Lea Leitner und Fritzi Huber            | 1–12          | 2018–2024       |
| Matthi Faust             | Florian Leitner        | Bauer vom Leitnerhof; Sohn von Karl Leitner, Halbbruder von Georg Leitner, Vater von Mila Leitner                                   | 1–8, 11–12    | 2018–2021, 2024 |
| Florian Panzner          | Florian Leitner        | Bauer vom Leitnerhof; Sohn von Karl Leitner, Halbbruder von Georg Leitner, Vater von Mila Leitner                                   | 9–10          | 2023            |
| Judith Toth              | Karin Leitner          | Ex-Frau von Florian, Mutter von Mila Leitner, Lebensgefährtin von Karl Leitner                                                      | 1–11          | 2018–2024       |
| Lilly Kiara Walleshauser | Lea Leitner            | Tochter von Georg und Miriam Leitner, Halbschwester von Fritzi Huber                                                                | 1–4           | 2018–2019       |
| Nadja Sabersky           | Mila Leitner           | Tochter von Karin und Florian Leitner                                                                                               | 1–12          | 2018–2024       |
| Nina Gnädig              | Miriam Gerlach-Leitner | Ex-Frau von Georg Leitner und Mutter von Lea Leitner                                                                                | 1–4           | 2018–2019       |
| Karl Knaup               | Martin Gerlach         | Ehemann von Miriam Gerlach-Leitner                                                                                                  | 3, 5–6, 8, 12 | 2019–2021, 2024 |
| Mathias Herrmann         | Dr. Kendrich           | Anwalt der Hubers | 1, 3, 6–7     | 2018–2021       |
| Amelia Leann             | Fritzi Huber           | Tochter von Marie Huber und Georg Leitner, Halbschwester von Lea Leitner                                                            | 5–6           | 2020            |
| Sophie Beck              | Fritzi Huber           | Tochter von Marie Huber und Georg Leitner, Halbschwester von Lea Leitner                                                            | 8–12          | 2022–2024       |
| Moritz Bäckerling        | Tom                    | Adoptivsohn von Karl Leitner | 5–6           | 2020            |
| Christoph M. Ohrt        | Karl Leitner           | Vater von Florian Leitner, Onkel von Georg Leitner, Lebensgefährte von Karin Leitner                                                | 5–11          | 2020–2024       |
| Heike Trinker            | Henriette Leitner      | Mutter von Florian und Georg, Ex-Frau von Sebastian Leitner                                                                         | 5–6           | 2020            |
| Martina Gedeck           | Margot Walser          | Hotelerbin des Walserhofs | 9–11          | 2023–2024       |
| Oliver Fleischer         | Rüdiger                | Koch im Walserhof | 10–12         | 2023–2024       |
| Sina Reiß                | Sofie Dalgow           | Bedienung im Walserhof | 10–12         | 2023–2024       |
| Karim Chérif             | Sören Hartmann         | Neuer Besitzer vom Walserhof | 11–12         | 2024            |
| Sogol Faghani            | Beatrice               | Freundin von Mila | 11–12         | 2024            |

## Episodenliste
| Nr. | Originaltitel           | Erstausstrahlung | Regie           | Drehbuch                                          | Zuschauer             |
| --- | ----------------------- | ---------------- | --------------- | ------------------------------------------------- | --------------------- |
| 1   | Schuld und Vergebung    | 4. Mai 2018      | Karola Hattop   | Brigitte Müller                                   | 3,76 Mio. (13,4 % MA) |
| 2   | Liebesreigen            | 11. Mai 2018     | Karola Hattop   | Brigitte Müller                                   | 3,62 Mio. (13,2 % MA) |
| 3   | Schwesternliebe         | 26. Apr. 2019    | Michael Zens    | Brigitte Müller                                   | 4,0 Mio. (13,3 % MA)  |
| 4   | Liebesleid              | 3. Mai 2019      | Michael H. Zens | Brigitte Müller                                   | 4,11 Mio. (14,0 % MA) |
| 5   | Väter                   | 12. Juni 2020    | Annette Ernst   | Jens Urban, Brigitte Müller                       | 3,26 Mio. (13,4 % MA) |
| 6   | Auf neuen Wegen         | 19. Juni 2020    | Annette Ernst   | Jens Urban                                        | 4,10 Mio. (14,4 % MA) |
| 7   | Brüder                  | 9. Apr. 2021     | Markus Imboden  | Christine Mayer, Martin Zimmermann                | 4,42 Mio. (13,6 % MA) |
| 8   | Die Bienenkönigin       | 16. Apr. 2021    | Markus Imboden  | Martin Zimmermann, Henriette Bär, Christine Mayer | 4,64 Mio. (14,6 % MA) |
| 9   | Die Zweitgeborenen      | 5. Mai 2023      | Markus Imboden  | Marcus Hertneck                                   | 3,20 Mio. (12,2 % MA) |
| 10  | Alte Pfade – Neue Wege  | 12. Mai 2023     | Markus Imboden  | Marcus Hertneck, Martin Zimmermann                | 3,05 Mio. (12,0 % MA) |
| 11  | Wunsch und Wirklichkeit | 10. Mai 2024     | Markus Imboden  | Martin Zimmermann                                 | 2,23 Mio. (10,1 % MA) |
| 12  | Schulter an Schulter    | 17. Mai 2024     | Markus Imboden  | Martin Zimmermann                                 | 2,53 Mio. (10,8 % MA) |

## Charaktere-Liste
In dieser Tabelle sind alle Familienmitglieder der beiden Familien sowie die mehrfach vorkommenden Rollen aufgelistet.

## Rezeption
Tilmann P. Gangloff wertete bei tittelbach.tv: Daheim in den Bergen „erzählt mit der Fehde zwischen zwei Familien eine Heimatfilmgeschichte wie aus den Fünfzigern. […] Angesichts einer Welt, die von vielen Menschen als zunehmend unüberschaubar empfunden wird, sind Geschichten über Mikrokosmen sehr gefragt. Vermutlich spielen viele Filme von ARD und ZDF auch deshalb entweder auf Inseln oder in Bergdörfern. […] Hattop und Kameramann Konstantin Kröning [haben] dafür gesorgt, dass das Allgäu prachtvoll anzuschauen ist: Sonnenuntergang hinter Berggipfeln, malerischer Abendrothimmel und ein unberührter Natursee bedienen die Sehnsucht nach der unberührten Natur. Angesichts des eindeutig regionalen Charakters der Geschichte ist es umso verwunderlicher, dass sämtliche Mitwirkenden Hochdeutsch reden; einzig Unger klingt ein bisschen bayerisch.“ Aber auch sonst sind die Degeto-Produktionen „vom Realismus […] meilenweit entfernt.“

## DVD-Veröffentlichung
- Die ersten fünf Folgen erschienen bei Pidax in einer DVD-Box am 14. März 2024[4]
- Die nachfolgenden fünf Folgen erschienen ebenfalls bei Pidax in einer DVD-Box am 9. Mai 2024[4]